# Llista de Béns Culturals d'Interès Nacional de la Ribera d'Ebre
Llista de Béns Culturals d'Interès Nacional de la Ribera d'Ebre inscrits en el Registre de Béns Culturals d'Interès Nacional (BCIN) del Departament de Cultura de la Generalitat de Catalunya per a la comarca de la Ribera d'Ebre. Inclou els béns immobles més rellevants del patrimoni cultural que tenen la categoria de protecció de major rang com a unitat singular, conjunt, espai o zona amb valors culturals, històrics o tècnics.
L'any 2017, la Ribera d'Ebre comptava amb 32 béns culturals d'interès nacional classificats en 26 monuments històrics i 6 zones arqueològiques. A continuació es mostren les últimes dades disponibles ordenades per municipis.

## Patrimoni arquitectònic
| Monument                                                             | Protecció       | Estil/època                                                    | Localització                                                               | Coordenades                                          | Codi?         | Imatge |
| -------------------------------------------------------------------- | --------------- | -------------------------------------------------------------- | -------------------------------------------------------------------------- | ---------------------------------------------------- | ------------- | --- |
| Muralles d'Ascó                                                      | BCIN 487-MH     | Medieval                                                       | Ascó C. de la Mola, pl. Nova, c. Cavaller i c. Trinquet                    | 41° 10′ 46″ N, 0° 34′ 05″ E / 41.179484°N,0.567965°E | RI-51-0006579 | Muralles d'Ascó · Vegeu més fotos d'aquest monument · Carregueu una nova foto d'aquest monument                             |
| Castell d'Ascó                                                       | BCIN 488-MH     | XIV-XV, XIX                                                    | Ascó Muntanya del Castell, a ponent del nucli d'Ascó                       | 41° 10′ 47″ N, 0° 33′ 58″ E / 41.179697°N,0.565997°E | RI-51-0006578 | Castell d'Ascó · Vegeu més fotos d'aquest monument · Carregueu una nova foto d'aquest monument                              |
| Torre del Minaret, Torreta de la Vila o Torre de Martinet            | BCIN 489-MH     | Medieval                                                       | Ascó C. Major, 20                                                          | 41° 10′ 49″ N, 0° 34′ 04″ E / 41.180188°N,0.567805°E | RI-51-0006580 | Carregueu una nova foto d'aquest monument                                                                                   |
| Torre de Cervelló, de la Vall, de Salvaterra o de Gandesola          | BCIN 536-MH     | XIII-XIV                                                       | Benissanet Vessant oriental de la serra de la Vall de la Torre             | 41° 04′ 30″ N, 0° 31′ 29″ E / 41.075001°N,0.524671°E | RI-51-0006594 | Torre de Cervelló (Benissanet) · Vegeu més fotos d'aquest monument · Carregueu una nova foto d'aquest monument              |
| Torre d'Almucatén, o Torre d'Almucatem, Torre d'Almucatan            | BCIN 793-MH     | Medieval                                                       | Benissanet Desconeguda. Possible Torre de Cervelló                         | 41° 04′ 30″ N, 0° 31′ 29″ E / 41.07498°N,0.52465°E   | RI-51-0006593 | Carregueu una nova foto d'aquest monument                                                                                   |
| Castell de Flix, el Castellet, Castell Nou, Castell Carlí o Carlista | BCIN 851-MH     | XIX (1831)                                                     | Flix Al nord-est del nucli urbà, pel camí del cementiri i del castell      | 41° 14′ 16″ N, 0° 33′ 20″ E / 41.237878°N,0.555467°E | RI-51-0006628 | Castell de Flix · Vegeu més fotos d'aquest monument · Carregueu una nova foto d'aquest monument                             |
| Castell de Garcia                                                    | BCIN 878-MH     | Medieval                                                       | Garcia C. del Calvari                                                      | 41° 08′ 21″ N, 0° 39′ 00″ E / 41.139172°N,0.650130°E | RI-51-0006632 | Castell de Garcia · Vegeu més fotos d'aquest monument · Carregueu una nova foto d'aquest monument                           |
| Escuts de l'església parroquial                                      | BCIN 4021-MH    | Barroc XVIII                                                   | Ginestar Pl. de l'Església, 2                                              | 41° 02′ 31″ N, 0° 37′ 58″ E / 41.042011°N,0.632736°E | IPA-11506     | Escuts de l'església parroquial (Ginestar) · Vegeu més fotos d'aquest monument · Carregueu una nova foto d'aquest monument  |
| Castell de Miravet                                                   | BCIN 1043-MH    | Romànic IX-XI, XII-XIII, XVII, XVIII-XIX                       | Miravet Camí del Castell                                                   | 41° 02′ 08″ N, 0° 35′ 38″ E / 41.035597°N,0.594017°E | RI-51-0006642 | Castell de Miravet · Vegeu més fotos d'aquest monument · Carregueu una nova foto d'aquest monument                          |
| Castell de Móra                                                      | BCIN 1103-MH    | Obra popular Medieval, XIX-XX                                  | Móra d'Ebre C. Raval de Jesús                                              | 41° 05′ 39″ N, 0° 38′ 27″ E / 41.094228°N,0.640822°E | RI-51-0006654 | Castell de Móra (Móra d'Ebre) · Vegeu més fotos d'aquest monument · Carregueu una nova foto d'aquest monument               |
| Escut dels Montagut                                                  | BCIN 3915-MH    | Barroc XVIII                                                   | Móra d'Ebre Pl. de Dalt, 2                                                 | 41° 05′ 30″ N, 0° 38′ 31″ E / 41.09173°N,0.642°E     | IPA-33283     | Escut dels Montagut (Móra d'Ebre) · Vegeu més fotos d'aquest monument · Carregueu una nova foto d'aquest monument           |
| Castell de la Palma d'Ebre                                           | BCIN 1194-MH    | Medieval                                                       | La Palma d'Ebre C. Major, 11                                               | 41° 16′ 59″ N, 0° 39′ 57″ E / 41.283038°N,0.665911°E | RI-51-0006659 | Carregueu una nova foto d'aquest monument                                                                                   |
| Castell de Riba-roja                                                 | BCIN 1351-MH    | XII-XIII, XVI-XVII                                             | Riba-roja d'Ebre C. del Castell                                            | 41° 15′ 05″ N, 0° 29′ 05″ E / 41.251519°N,0.484724°E | RI-51-0006697 | Castell de Riba-roja (Riba-roja d'Ebre) · Vegeu més fotos d'aquest monument · Carregueu una nova foto d'aquest monument     |
| La Garita                                                            | BCIN 1352-MH    | Medieval                                                       | Riba-roja d'Ebre Camí dels Hereuins                                        | 41° 14′ 43″ N, 0° 29′ 19″ E / 41.245185°N,0.488681°E | RI-51-0006698 | La Garita (Riba-roja d'Ebre) · Vegeu més fotos d'aquest monument · Carregueu una nova foto d'aquest monument                |
| Fortí a la serra dels Valencians                                     | BCIN 4013-MH    | Obra popular XIX-XX                                            | Riba-roja d'Ebre Serra dels Valencians                                     | 41° 14′ 08″ N, 0° 25′ 35″ E / 41.235628°N,0.426403°E | IPA-37037     | Carregueu una nova foto d'aquest monument                                                                                   |
| El Castellet de Banyoles                                             | BCIN 1443-MH    | Medieval                                                       | Tivissa A 6 km al nord-oest del nucli de Tivissa                           | 41° 03′ 39″ N, 0° 39′ 53″ E / 41.060793°N,0.664805°E | RI-51-0006741 | El Castellet de Banyoles (Tivissa) · Vegeu més fotos d'aquest monument · Carregueu una nova foto d'aquest monument          |
| Castell de Sant Blai                                                 | BCIN 1626-MH    | Medieval                                                       | Tivissa Coll del Ventall                                                   | 41° 02′ 03″ N, 0° 43′ 23″ E / 41.034042°N,0.722997°E | RI-51-0006739 | Castell de Sant Blai (Tivissa) · Vegeu més fotos d'aquest monument · Carregueu una nova foto d'aquest monument              |
| Murs i portals de Tivissa                                            | BCIN 1627-MH    | XIV-XV, XVII                                                   | Tivissa C. del Pla i c. Portal de l'Era                                    | 41° 02′ 29″ N, 0° 43′ 58″ E / 41.041331°N,0.732840°E | RI-51-0006740 | Murs i portals de Tivissa · Vegeu més fotos d'aquest monument · Carregueu una nova foto d'aquest monument                   |
| Torre del Mas d'Aumet o Torre del Mas de l'Omet                      | BCIN 4010-MH    | XVI-XVII                                                       | Tivissa A 6 km al sud-est del nucli de Tivissa                             | 40° 59′ 28″ N, 0° 46′ 01″ E / 40.991227°N,0.766980°E | IPA-37033     | Carregueu una nova foto d'aquest monument                                                                                   |
| Torre de la masia de Frauques                                        | BCIN 4011-MH    | XVI-XVII                                                       | Tivissa Partida de Frauques                                                | 40° 56′ 17″ N, 0° 45′ 03″ E / 40.938066°N,0.750800°E | IPA-37034     | Carregueu una nova foto d'aquest monument                                                                                   |
| Torre del Mas d'en Sedó                                              | BCIN 4012-MH    | XVI-XVII                                                       | Tivissa A 6 km al sud-est del nucli de Tivissa                             | 41° 00′ 05″ N, 0° 46′ 00″ E / 41.001512°N,0.766772°E | IPA-37036     | Carregueu una nova foto d'aquest monument                                                                                   |
| Església parroquial de Sant Jaume                                    | BCIN 4293-MH-EN | Gòtic, renaixement, barroc, eclecticisme XIII-XVII, XVIII, XIX | Tivissa Pl. de la Baranova                                                 | 41° 02′ 37″ N, 0° 43′ 56″ E / 41.043535°N,0.732174°E | IPA-11590     | Església parroquial de Sant Jaume (Tivissa) · Vegeu més fotos d'aquest monument · Carregueu una nova foto d'aquest monument |
| Castell de Vinebre                                                   | BCIN 1826-MH    | XIII, XV-XVI                                                   | Vinebre Era a part alta de la població, actualment no en queda cap rastre. |                                                      | RI-51-0006806 | Carregueu una nova foto d'aquest monument                                                                                   |
| Escut dels Ossó Donzell                                              | BCIN 3902-MH    | Obra popular XVI                                               | Vinebre Pl. Constitució, 3                                                 | 41° 11′ 02″ N, 0° 35′ 19″ E / 41.183928°N,0.588712°E | RI-51-0012054 | Escut dels Ossó Donzell (Vinebre) · Vegeu més fotos d'aquest monument · Carregueu una nova foto d'aquest monument           |
| Escut de Ca Don Joan                                                 | BCIN 3903-MH    | Barroc XVIII                                                   | Vinebre Pl. Constitució                                                    | 41° 11′ 02″ N, 0° 35′ 19″ E / 41.183864°N,0.588736°E | RI-51-0012055 | Escut de Ca Don Joan (Vinebre) · Vegeu més fotos d'aquest monument · Carregueu una nova foto d'aquest monument              |
| Escut de Ca Martí o Casa Poquet                                      | BCIN 3905-MH    | Obra popular XVIII                                             | Vinebre C. del Forn, 30                                                    | 41° 11′ 03″ N, 0° 35′ 16″ E / 41.184064°N,0.587769°E | RI-51-0012056 | Escut de Ca Martí (Vinebre) · Vegeu més fotos d'aquest monument · Carregueu una nova foto d'aquest monument                 |

## Patrimoni arqueològic
Quatre jaciments de Tivissa estan inscrits com a Patrimoni de la Humanitat com a part de l'art rupestre de l'arc mediterrani de la península Ibèrica.
| Monument                                | Protecció       | Estil/època | Localització                                      | Coordenades                                          | Codi?         | Imatge |
| --------------------------------------- | --------------- | --- | ------------------------------------------------- | ---------------------------------------------------- | ------------- | --- |
| Abric de la Caparrella                  | BCIN 3956-ZA    | Abrics i similars amb representació gràfica, pintura. Neolític (-5500/-2200) | Rasquera Barranc de la Caparrella                 | 40° 56′ 26″ N, 0° 36′ 33″ E / 40.940428°N,0.609245°E | IPAPC-12069   | Carregueu una nova foto d'aquest monument                                                                                         |
| Poblat ibèric del Castellet de Banyoles | BCIN 1443-ZA    | Lloc d'habitació amb estructures conservades, poblat. Lloc d'enterrament Incineració col·lectiu, necròpolis. Assentament militar, torre. Des de Ferro-Ibèric Ple a Ferro-Ibèric Final (-450/-100). Bronze Final (-1200/-650). Medieval (1150/1492) | Tivissa A 6 km al nord-oest del nucli de Tivissa  | 41° 03′ 45″ N, 0° 39′ 56″ E / 41.06253°N,0.66544°E   | RI-55-0000088 | Poblat ibèric del Castellet de Banyoles (Tivissa) · Vegeu més fotos d'aquest monument · Carregueu una nova foto d'aquest monument |
| Cova del Cingle                         | PH BCIN 2033-ZA | Abrics i similars amb representació gràfica, pintura. Epipaleolític (-9000/-5000) | Tivissa A 3,5 km al sud-oest del terme de Tivissa | 41° 00′ 52″ N, 0° 42′ 01″ E / 41.014546°N,0.700353°E | RI-55-0000535 | Carregueu una nova foto d'aquest monument                                                                                         |
| Cova del Pi, o Cova de la Font          | PH BCIN 2034-ZA | Abrics i similars amb representació gràfica, pintura. Epipaleolític (-9000/-5000) | Tivissa Barranc de la Font Vilella                | 41° 00′ 59″ N, 0° 41′ 58″ E / 41.016374°N,0.699523°E | RI-55-0000536 | Carregueu una nova foto d'aquest monument                                                                                         |
| Cova del Ramat, o Cova del Remat        | PH BCIN 2035-ZA | Abrics i similars amb representació gràfica, pintura. Epipaleolític (-9000/-5000) | Tivissa Barranc de la Font Vilella                | 41° 00′ 55″ N, 0° 41′ 56″ E / 41.015243°N,0.698832°E | RI-55-0000534 | Carregueu una nova foto d'aquest monument                                                                                         |
| Cova del Taller                         | PH BCIN 2060-ZA | Cova natural amb representació gràfica, pintura. Des de Neolític a Bronze (-5500/-650) | Tivissa Serra del Mar                             | 40° 56′ 29″ N, 0° 46′ 49″ E / 40.941477°N,0.780165°E | RI-55-0000537 | Carregueu una nova foto d'aquest monument                                                                                         |

A més, alguns monuments històrics estan inclosos també en l'Inventari del Patrimoni Arqueològic i Paleontològic de Catalunya (IPAPC) per tenir protegit igualment el seu subsol o l'entorn.